# Asmodi Bizarr
Asmodi Bizarr ist eine Düsseldorfer Band, die 1980 von der Sängerin Monique Maasen und dem Bassisten Andy Wahl gegründet wurde.

## Geschichte
Die erste Veröffentlichung ihrer Gothic-Kompositionen erschien 1983 auf dem Sampler Pesthauch des Dschungels. Sunsierra, das erste Album, erschien 1986 auf dem Ata-Tak-Sublabel Das Büro.
Asmodi Bizarr spielten in den 1980er-Jahren auf Festivals und gaben einige Tourneen unter anderem mit den Bands Sex Gang Children und The Southern Death Cult.
1986 gestalteten sie das Vorprogramm für Christian Death in Deutschland, Holland und England. 1988/89 begleiteten sie die Band Die Toten Hosen auf ihrer Ein kleines bißchen Horrorschau–Tour durch die Bundesrepublik Deutschland.
Im Jahr 1992 löste sich die Asmodi Bizarr auf. In den Jahren 2001 und 2011 spielte die Band jeweils ein Konzert. 2014 gab sie drei Konzerte, in der Heimatstadt Düsseldorf im Tube, auf dem Wave-Gotik-Treffen in Leipzig und in Köln als Vorgruppe von Chameleons Vox. Diese Konzerte fanden im Zeichen der Rückbesinnung auf die alten Gothic Wurzeln statt. Anfang 2015 hat die Band dann einen neuen Song (Tausend Stimmen) für einen Düsseldorf Sampler aufgenommen. Zurzeit arbeitet man an einer neuen CD mit bisher unveröffentlichten Songs. Für 2016 ist eine CD mit komplett neuem (Gothic) Material geplant.

## Diskografie

### Alben
- 1986: Sunsierra (Das Büro)
- 1991: Gotta Move On (Satyricon)

### Sampler-Beiträge
- 1983: Pesthauch des Dschungels (Park Platten Records, Track Sator)
- 1986: Die Weltmeister Vol.II (AIA Label, Track Das Verderben)
- 1987: How Much More Black Can It Be?
- 1992: Nur Mut!
- 1992: Xmas with Satyricon (Satyricon)
- 1994: Godfathers of German Gothic
- 2004: Pagan Love Songs – Antitainment Compilation